# Burundisch-kanadische Beziehungen
Burundi und Kanada haben die Unterhaltung diplomatischer und wirtschaftlicher Beziehungen sowie eine Zusammenarbeit in der Entwicklungshilfe vereinbart.

## Diplomatie
Kanada unterhält eine diplomatische Vertretung in Bujumbura.
Burundi unterhält eine diplomatische Vertretung in Ottawa.

## Wirtschaft
Nach OEC exportierte Burundi (2021) Waren im Wert von 442.000 $ nach Kanada, darunter hauptsächlich Kaffee, während Kanada (auch 2021) Waren im Wert von 1,67 Mio. $ nach Burundi exportierte, darunter hauptsächlich Autos, Altkleider und Getreide.

## Entwicklungszusammenarbeit
Im Rahmen des Dabei-Projekts sind Burundi und Kanada Dabei-Partner.